# Рут Гбагбі
Рут Гбагбі (фр. Ruth Marie Christelle Gbagbi, нар. 7 лютого 1994) — івуарійська тхеквондистка, бронзова призерка Олімпійських ігор 2016 та 2020 року.

## Виступи на Олімпіадах
| Олімпіада           | Дисципліна | Місце |
| ------------------- | ---------- | ----- |
| Ріо-де-Жанейро 2016 | до 67 кг   | 3     |
| Токіо 2020          | до 67 кг   | 3     |
| Париж 2024          | до 67 кг   | 7     |